# Chosroes I Ormiański
Chosroes I Ormiański (orm.: Խոսրով Ա) – król Armenii z dynastii Arsacydów, od 191 lub 198 ewentualnie 211 do 216/217 lub ok. 250.

## Przekaz tradycyjny
Według tradycyjnego przekazu, rekonstruowanego na podstawie pism Mojżesza Choreńskiego i Agathangelosa, Chosroes objął tron po śmierci swego ojca Waharsza II. Po śmierci Artabana IV (zm. 224), oznaczającej ostateczny upadek królestwa partyjskiego, Chosroes stał się przywódcą opozycji antyperskiej w walce z odradzającym się państwem Sasanidów. Około 230 odparł najazd na Armenię króla perskiego Ardaszira I. W sojuszu z Rzymianami walczył energicznie przeciw Persom również za panowania następcy Ardaszira I, Szapura I (241-272), nawet po zawarciu w 244 pokoju między cesarstwem a Persją. Padł ofiarą spisku przygotowanego przez Persa, Anaka, z bliskiego otoczenia króla perskiego, prawdopodobnie Hormizda syna Szapura, władcy Armenii, po jej podporządkowaniu Persji, w latach 252-272. 
W tradycji ormiańskiej Chosroes I otrzymał przydomek Wielki.

## Kontrowersje
René Grousset, wychodząc od przekazów historyków ormiańskich z IV-V wieku, uznawał Chosroesa za ojca Tirydatesa III, pierwszego chrześcijańskiego władcy Armenii, zmarłego ok. 330 roku. Datę śmierci Chosroesa umieszczał w  roku 238 lub później. Historycy przyjmujący, że Chosroes walczył jeszcze z Szapurem I, przesuwają datę jego śmierci w okolice 250 roku, kiedy Armenia została podporządkowana Persji. 
Cyril Toumanoff, na kanwie krytyki tekstów starożytnych pisarzy ormiańskich i podejrzanej długowieczności Chosroesa I i Tirydatesa II, uznał, że stara tradycja ukrywa kilka pokoleń i kilku władców i podzielił panowanie obydwu królów pomiędzy pięć osób: Chosroesa I,  jego syna Tirydatesa II (216-252), jego dwóch synów  Chosroesa II (279-287 w zach. Armenii) i Tirydatesa III (287-298 w zach. Armenii) oraz jego bratanka, Tirydatesa IV (298-330). Pozwoliło mu to przesunąć panowanie Chosroesa I na lata 191-216.
Toumanoff tradycyjnie utożsamiał Waharsza II (Wologazesa II) z królem Partów Wologazesem V. Christian Settipani uznaje ich za dwie różne osoby. Martin Schottky, uważa, że ojcem Chosroesa był, pochodzący z linii króla Tirydatesa I, satrapa o tym samym imieniu zesłany przez Rzymian do Brytanii.
Wedle jeszcze bardziej skrajnej koncepcji Chosroes nigdy nie był królem Armenii. W latach 178-217 Armenią rządził Waharsz II, a po nim władzę przejął Tirydates II (217-238).

## Nowy przekaz
Skrócenie okresu panowania Chosroesa I do roku 216/217, czyli do okresu przed upadkiem królestwa partyjskiego i powstaniem agresywnego imperium perskiego Sasanidów, spowodowało pozbawienie go przyznawanych mu dotąd dokonań w walkach z Persami. Na lata 191-217 przypadają liczne wojny partyjsko-rzymskie, które mocno nadwyrężyły potęgę militarną państwa Partów i w tym kontekście został osadzony zmodyfikowany żywot króla. Historycy, którzy zgodnie z tradycją, utożsamiają ojca Chozroesa I, Waharsza II (Wologazesa II) z królem Partów Wologazesem V, przyjmują, że z chwilą objęcia przez ojca w 191 tronu partyjskiego, syn został w jego miejsce królem Armenii. Według ormiańskiego historyka Agathangelosa z V wieku, król Armenii zajmował drugą pozycję w królestwie Partów, choć starożytny autor mógł wyolbrzymić znaczenie swojej ojczyzny. Za autorami klasycznymi uznaje się, że Chozroes I był władcą przychylnie nastawionym do Rzymian, co skłania niektórych badaczy do dywagowania, że mógł zostać osadzony na tronie armeńskim w późniejszym czasie przez Rzymian.
Przyjmuje się, że podczas błyskotliwej kampanii Septymiusza Sewera w 195 r., zakończonej zdobyciem Ktezyfonu, Chosroes stanął po stronie cesarza, wysyłając mu dary. Być może był jego gościem w Egipcie około 200 roku, jeśli to jego dotyczy odnaleziona tam inskrypcja. W niewyjaśnionych okolicznościach został aresztowany wraz z żoną podczas wizyty w Rzymie około roku 216 przez cesarza Karakallę. Aresztowanie króla doprowadziło do wybuchu powstania antyrzymskiego w Armenii i nieudanej interwencji rzymskiej. W rezultacie cesarz przywrócił Armenii króla. Wedle periodyzacji Toumanoffa był nim już jednak Tyridates II i to jemu przypadł przydomek Wielki.